# Новомар'ївська сільська рада
Новома́р'ївська сільська́ ра́да — адміністративно-територіальна одиниця та орган місцевого самоврядування у Братському районі Миколаївської області. Адміністративний центр — село Новомар'ївка.
сайт https://novomarivka.org.ua [Архівовано 23 серпня 2019 у Wayback Machine.]

## Загальні відомості
- Населення ради: 1 225 осіб (станом на 2001 рік)
- Сайт https://novomarivka.org.ua [Архівовано 23 серпня 2019 у Wayback Machine.]

## Населені пункти
Сільській раді підпорядковані населені пункти:
- с. Новомар'ївка
- с. Обухівка

## Склад ради
Рада складається з 17 депутатів та голови.
- Голова ради: Гридін Олександр Вікторович
- Секретар ради: Біла Лідія Василівна

### Керівний склад попередніх скликань
| Прізвище, ім'я, по батькові  | Основні відомості                                                                             | Дата обрання | Дата звільнення |
| ---------------------------- | --------------------------------------------------------------------------------------------- | ------------ | --------------- |
| Кравець Анатолій Миколайович | Сільський голова, 1950 року народження, член Соціал-демократичної партії України (об'єднаної) | 26.03.2006   | 25.09.2009      |
| Гридін Олександр Вікторович  | Сільський голова, 1974 року народження, освіта вища, член Народної партії                     | 31.10.2010   |                 |

Примітка: таблиця складена за даними сайту Верховної Ради України

### Депутати
За результатами місцевих виборів 2010 року депутатами ради стали:

#### За суб'єктами висування
| Суб'єкт висування             | Кількість обраних депутатів | %    |
| ----------------------------- | --------------------------- | ---- |
| Партія регіонів               | 8                           | 47,1 |
| Народна партія                | 6                           | 35,3 |
| Комуністична партія України   | 2                           | 11,8 |
| Політична партія «Фронт Змін» | 1                           | 5,9  |

#### За округами
| № округу                      | Прізвище, ім'я, по батькові        | Дата визнання обраним | Освіта             | Партійна приналежність              | Відомості про обраного депутата                          |
| ----------------------------- | ---------------------------------- | --------------------- | ------------------ | ----------------------------------- | -------------------------------------------------------- |
| Комуністична партія України   |                                    |                       |                    |                                     |                                                          |
| 4                             | Москаленко Світлана Іванівна       | 02.11.2010            | середня            | позапартійна                        | пенсіонер                                                |
| 17                            | Благорозумна Галина Степанівна     | 02.11.2010            | середня спеціальна | позапартійна                        | Обухівський фельдшерсько-акушерський пункт, завідувач    |
| Народна Партія                |                                    |                       |                    |                                     |                                                          |
| 3                             | Погасій Валентина Петрівна         | 02.11.2010            | середня спеціальна | член Народної партії                | Ново мар'ївська сільська рада, спеціаліст землевпорядник |
| 6                             | Біла Лідія Василівна               | 02.11.2010            | середня спеціальна | член Народної партії                | Ново мар'ївська сільська рада, секретар                  |
| 12                            | Дяченко Тетяна Михайлівна          | 02.11.2010            | середня спеціальна | член Народної партії                | ССПП «Куйбишева», економіст                              |
| 13                            | Папіраліна Еліна Річардівна        | 02.11.2010            | вища               | член Народної партії                | Ново мар'ївська сільська рада, бухгалтер                 |
| 15                            | Чигурян Ольга Валентинівна         | 02.11.2010            | середня спеціальна | член Народної партії                | Обухівський сільський клуб, завідувач                    |
| 16                            | Оанча Ольга Олександрівна          | 02.11.2010            | середня спеціальна | член Народної партії                | ССПП «Куйбишева», підсобний працівник                    |
| Партія регіонів               |                                    |                       |                    |                                     |                                                          |
| 1                             | Бишевий Михайло Федорович          | 02.11.2010            | середня спеціальна | член Партії регіонів                | приватний підприємець                                    |
| 2                             | Кулик Світлана Володимирівна       | 02.11.2010            | вища               | член Партії регіонів                | Новомар'ївська загальноосвітня школа I-III ст., вчитель  |
| 5                             | Ніколаєнко Олександр Володимирович | 02.11.2010            | середня спеціальна | член Партії регіонів                | ТЧ № 13, працівник залізниці                             |
| 7                             | Благорозумна Вікторія Олексіївна   | 02.11.2010            | вища               | член Партії регіонів                | Новомар'ївська загальноосвітня школа I-III ст., вчитель  |
| 8                             | Бокар Олександр Володимирович      | 02.11.2010            | середня            | член Партії регіонів                | ССПП «Куйбишева», механізатор                            |
| 9                             | Асцатурян Юрій Самсонович          | 02.11.2010            | середня            | позапартійний                       | ТЗКП «Надія», продавець                                  |
| 10                            | Ковриженко Оксана Володимирівна    | 02.11.2010            | середня            | член Партії регіонів                | тимчасово не працює                                      |
| 14                            | Скляренко Неля Олексіївна          | 02.11.2010            | середня            | член Партії регіонів                | ССПП «Куйбишева», працівник бару                         |
| Політична партія «Фронт Змін» |                                    |                       |                    |                                     |                                                          |
| 11                            | Слюсаренко Світлана Іванівна       | 02.11.2010            | середня спеціальна | член Політичної партії «Фронт Змін» | Обухівський ДНЗ, завідувач                               |

## Населення
Згідно з переписом УРСР 1989 року чисельність наявного населення сільської ради становила 1200 осіб, з яких 555 чоловіків та 645 жінок.
За переписом населення України 2001 року в сільській раді мешкало 1217 осіб.

### Мова
Розподіл населення за рідною мовою за даними перепису 2001 року:
| Мова       | Відсоток |
| ---------- | -------- |
| українська | 89,31 %  |
| російська  | 8,00 %   |
| молдовська | 2,20 %   |
| вірменська | 0,33 %   |
| білоруська | 0,16 %   |